# Salmagundi
Salmagundi ; or The Whim-whams and Opinions of Launcelot Langstaff, Esq. & Others, communément appelé Salmagundi, est un périodique satirique créé et rédigé au XIXe siècle par l’écrivain américain Washington Irving.
Irving a sorti, en collaboration avec son frère aîné, William et James Kirke Paulding, vingt numéros à intervalles irréguliers entre le 24 janvier 1807 et le 15 janvier 1808.
Salmagundi brocardait la culture et la politique de New York un peu à la manière du magazine Mad aujourd’hui. C’est dans le numéro du 11 novembre 1807 qu'Irving a associé pour la première fois le nom de « Gotham » à New York.
Irving et ses collaborateurs ont édité la revue sous un grand nombre de pseudonymes, notamment « Will Wizard », « Launcelot Langstaff », « Pindar Cockloft » et « Mustapha Rub-a-Dub Keli Khan ».
Irving et Paulding abandonnèrent la publication de Salmagundi en janvier 1808, à la suite d’un désaccord avec l’éditeur David Longworth sur les profits.